# Live at the Brixton Academy (álbum de Faith No More)
Live at the Brixton Academy (en español: Faith No More en Vivo en la Academia Brixton), lanzado en 1991, es el único disco en vivo realizado por la banda estadounidense Faith No More. Fue grabado el 28 de abril de 1990, en Londres, Inglaterra.

## Lista de canciones
1. Falling To Pieces
2. The Real Thing
3. Epic
4. War Pigs
5. From Out Of Nowhere
6. We Care A Lot
7. Zombie Eaters
8. Edge Of The World
9. The Grade
10. The Cowboy Song

- Datos: Q931977